# Jean-Baptiste Tuby

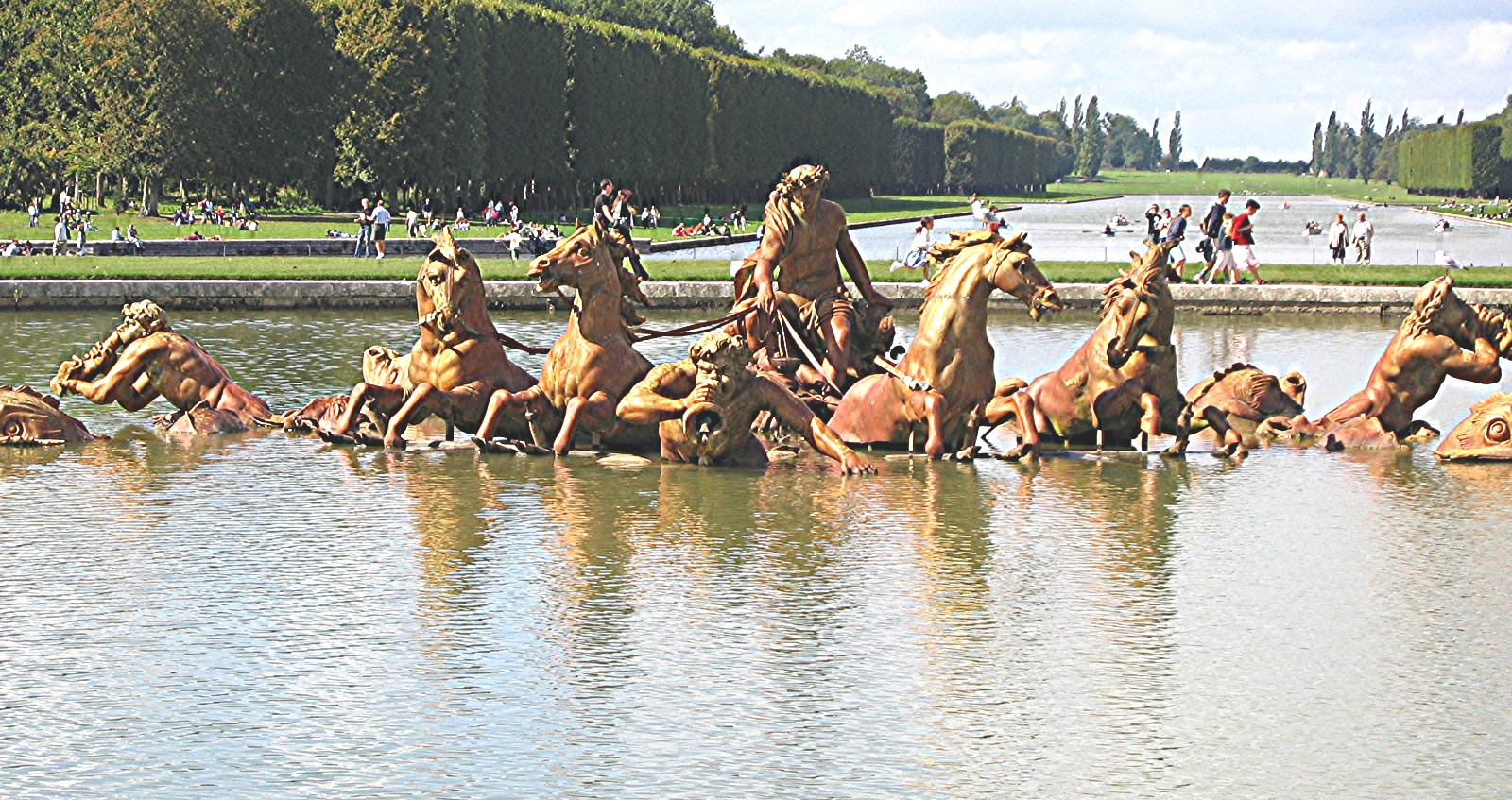
Apollobecken im Park von Versailles

Jean-Baptiste Tuby ursprünglich Giambattista Tubi (* 1635 in Rom; † 9. August 1700 in Paris) war ein französischer Bildhauer italienischer Herkunft.
Tuby kam um 1660 nach Paris, arbeitete unter der Leitung von Charles Le Brun in der Manufacture des Gobelins. Mit Antoine Coysevox war er am Grabmal von Kardinal Mazarin tätig. Für Jean-Baptiste Colbert gestaltete er im Parc de Sceaux die Statue des Winters, die heute im Jardin du Luxembourg steht.
Tuby war ein von Ludwig XIV. bevorzugter Bildhauer und durfte viel in Versailles arbeiten. 1672 erhielt er die französische Staatsbürgerschaft.